# Адміністративний поділ Сталінської області на 1 січня 1941 року

## Сталінська область. 1 січня 1941 року
Ділилася на райони та міста обласного підпорядкування
- загальна кількість районів — 27
- загальна кількість міст обласного підпорядкування — 12
- загальна кількість сільрад — 362
- загальна кількість районів у містах — 19
- загальна кількість міст — 31, селищ — 93
- центр — місто Сталіне
- знову утворені:

22.11.1938
1. Ямський район — з частини Артемівської міськради

9 липня 1939:
1. Артемівський район — з частини Артемівської міськради
2. Костянтинівський район — з частини Костянтинівської міськради
3. Орджонікідзевський район — з частини Орджонікідзевської міськради
4. Слов'янський район — із частини Слов'янської міськради
5. Чистяківський район — з частини Чистяківської міськради[1]

25 вересня 1939
1. Дебальцеве (місто обласного підпорядкування) — з частини Орджонікідзевської міськради[2]
2. Дружківка (місто обласного підпорядкування) — із Дружківського району, утвореного  березня 1939 року (?) з частини Костянтинівської міськради

- скасовано:

1. Старо-Каранський район (26 березня 1939 року)[3] — Тельманівський район (Старо-Каранська сільрада, Старо-Ласпінська с/р, Ново-Ласпінська), Волноваська (Старо-Гнатівська с/р, Жовтнева, Ново-Каранська, Новоселівська та Каранська с/р) та Ольгинський район (Ново-Гнатівська с/р)

- список районів:

1. Авдіївський (п. Авдіївка Перша, 7 с/р — сільрад. у тому числі Архангельська с/р, яка до 23 жовтня 1940 року була у Дзержинському районі)
2. Амвросіївський (м. Донецько-Амвросіївка, 16 с/р)
3. Андріївський (с. Андріївка, 13 с/р)
4. Артемівський (м. Артемівськ, 14 с/р)
5. Велико-Янісольський (с. Велика Янісоль, 14 с/р, ненаціональний з 26 березня 1939 року)
6. Будьонівський (смт Будьонівка, 10 с/р)
7. Волноваський (м. Волноваха, 21 с/р)
8. Володарський (с. Володарське, 13 с/р)
9. Дзержинський (м. Дзержинськ, 7 с/р)
10. Добропільський (с. Добропілля, 16 с/р)
11. Костянтинівський (м. Костянтинівка, 20 с/р)
12. Красноармійський (м. Красноармійське, 15 с/р)
13. Лиманський (м. Красний Лиман, 16 с/р)
14. Мангушський (с. Мангуш, 8 с/р)
15. Мар'їнський (смт Мар'їнка, 11 с/р)
16. Олександрівський (с. Олександрівка, 15 с/р)
17. Ольгинський (смт Ольгинка, 11 с/р)
18. Орджонікідзевський (м. Орджонікідзе, 14 с/р)
19. Селидівський (с. Селидівка, 12 с/р)
20. Слов'янський (м. Слов'янськ, 19 с/р)
21. Сніжнянський (м. Сніжне, 6 с/р)
22. Старо-Бешевський (с. Старо-Бешеве, 17 с/р)
23. Старо-Керменчицький (с. Старий Керменчик, 12 с/р)
24. Тельманівський (с. Тельманове, 20 с/р)
25. Харцизький (м. Харцизьк, 8 с/р)
26. Чистяковський (м. Чистякове, 6 с/р)
27. Ямський (смт Яма, 11 с/р)

- список міст обласного підпорядкування:

1. Сталінська
2. Артемівська
3. Горлівська (3 с/р — сільради)
4. Дебальцівська
5. Дружківська
6. Костянтинівська
7. Краматорська
8. Макіївська (1 с/р)
9. Маріупольська (6 с/р)
10. Орджонікідзевська
11. Слов'янська
12. Чистяківська